# CFosSpeed
cFosSpeed là một giải pháp phần mềm cho việc phân loại dữ liệu hay tăng tốc internet cho hệ điều hành Windows. Nó sẽ cải thiện đáng kể độ trễ Internet trong khi vẫn duy trì được tốc độ cao. Chương trình sẽ tự động gắn nó như là một trình điều khiển thiết bị mạng của Windows để nó có thể thực hiện việc kiểm tra và phân tích với 7 lớp giao thức mạng.
Nó đặc biệt thường được sử dụng bởi các game thủ và người sử dụng VoIP.

## Tóm tắt hoạt động
Phần mềm này phân chia các gói dữ liệu vào các lớp lưu lượng khác nhau. Điều này đạt được thông qua một số quy tắc chọn lọc có thể được thiết lập dễ dàng bởi người sử dụng. Lưu lượng truy cập dữ liệu như vậy có thể được phân loại và ưu tiên theo tên của chương trình, 7 lớp giao thức TCP hoặc số cổng UDP cũng như các tiêu chuẩn khác.
Dữ liệu sẽ được truyền đi một cách khoa học. Các gói dữ liệu đầu tiên được xếp vào hàng đợi và sau đó được gửi theo thứ tự ưu tiên của nó. Bằng cách này, dữ liệu nào quan trọng hơn sẽ truyền đi ngay lập tức trước khi dữ liệu ít quan trọng hơn được truyền đi tiếp theo.
Vì thế, ngay cả khi một lượng lớn dữ liệu được truyền đi cùng một lúc, phân loại dữ liệu vẫn có thể giữ cho các kết nối ở tốc độ cao như SSH, VNC, các cuộc gọi VoIP, game online hoặc đáp ứng thời gian nhanh chóng cho các chương trình quan trọng.. Có được điều này là bởi vì người gửi sẽ chỉ gửi dữ liệu sau khi người nhận đã tiếp nhận các dữ liệu cũ  (TCP flow control).
cFosSpeed cũng làm giảm tắc nghẽn mạng bằng cách giảm kích thước TCP window để giữ cho người gửi không gửi quá nhiều dữ liệu cùng một lúc.
Ngoài ra, cFosSpeed còn có tường lửa, hiển thị thời gian lọc một gói tin và budgets trực tuyến, một màn hình thiết lập cho phép chọn lựa các tính năng khác cho một số mục đích đặc biệt. Nó có một bộ lọc ngôn ngữ cho phép các chuyên gia để viết phân loại lưu lượng truy cập của mình.

## Các sản phẩm khác
- cFos
- cFos Personal Net
- cFos IPv6 Link
- cFos Broadband Connect
- cFosOutlook DAV

## cFosSpeed dành cho các hệ điều hành khác
- cFosSpeed 5.10 for Windows 2000

## cFos dành cho các hệ điều hành khác
ISDN và ATM Dial-in Driver với Traffic Shaping - cũng là phần mềm cho modem
- cFos/Win 7.21 for Windows 95/98/Me
- cFos/NT 7.21 for Windows NT 4.0
- cFos/Win 3.82 for Windows 3.x
- cFos/2 3.82 for OS/2
- cFos/DOS 3.82 for DOS

## Liên kết bên ngoài
- Official site
- Review on kashfi.com Lưu trữ ngày 6 tháng 3 năm 2012 tại Wayback Machine
- Review on Softonic onsoftware Lưu trữ ngày 11 tháng 12 năm 2009 tại Wayback Machine